# Бастион Грольман
Бастион Грольман (нем. Grolman Bastion) находится в городе Калининград. Расположен по адресу ул. Литовский вал, 21.

## История
Бастион Грольман был возведен по проекту Эрнста Людвига фон Астера как часть фортификационных сооружений Кёнигсберга и получил своё имя в честь реформатора прусской армии генерала Карла фон Грольмана.
Строительство бастиона велось в период с 1851 по 1860 год.
Бастион Грольман – это самый крупный бастион Грольманского верхнего фронта. В его состав входят: подковообразный редюит с дворовым пространством для укрытия личного состава, земляной вал, капонир, два полукапонира, два каземата горжевой части, въездные ворота и предмостное укрепление. Предположительно, бастион соединялся подземным ходом с казармой Кронпринц.
В апреле 1945 года в бастионе размещался командный пункт 367-й пехотной дивизии Вермахта. Во время штурма Кенигсберга укрепления подверглись значительным разрушениям.
10 апреля 1945 года бастион перешёл под командование Красной Армии.
В послевоенный период здания бастиона использовались в качестве складских помещений и мастерских.
Согласно постановлению Правительства Калининградской области от 23 марта 2007 года № 132 бастион является памятником градостроительства и архитектуры регионального значения.

## Современное состояние
Бастион Грольман в 2018 году власти сдали в аренду компании «Бриз» на 49 лет по программе «Аренда за рубль». По условиям договора арендатор в течение двух лет должен был подготовить и согласовать проектную документацию по сохранению бастиона, а в течение пяти лет организовать работы по реставрации памятника. Арендатор с этими задачами не справился и в 2020 году агентство расторгло договор аренды бастиона. В агентстве объявили, что рассматривают «конструктивные предложения» новых интересантов по сохранению бастиона. В 2022 на консервацию части бастиона власти выделили 5,9 млн рублей

### Музей «Блокгауз»
В 2021 году калининградский предприниматель Николай Троневский выкупил один из блокгаузов бастиона Грольман чтоб превратить его в музей ресторанной жизни Кёнигсберга. До этого блокгауз десятилетия простоял заброшенным, был завален мусором, внутри закоптился от дыма, стены были разрисованы граффити. На крыше росли деревья, которые разрушили ее своими корнями. Всю весну и лето 2021 года на территории блокгауза проходили народные субботники — калининградцы активно включились в приведение в порядок объекта культурного наследия. Реставрация проводится по местной программе по вовлечению памятников архитектуры в экономический оборот. На эти цели предприниматель получил беспроцентный кредит от государства на 15 лет. Музей планируется открыть в 2023 году.